# Palaeorhiza eugenes
Palaeorhiza eugenes är en biart som beskrevs av Hirashima 1988. Palaeorhiza eugenes ingår i släktet Palaeorhiza och familjen korttungebin. Inga underarter finns listade i Catalogue of Life.